# Elías Montalto

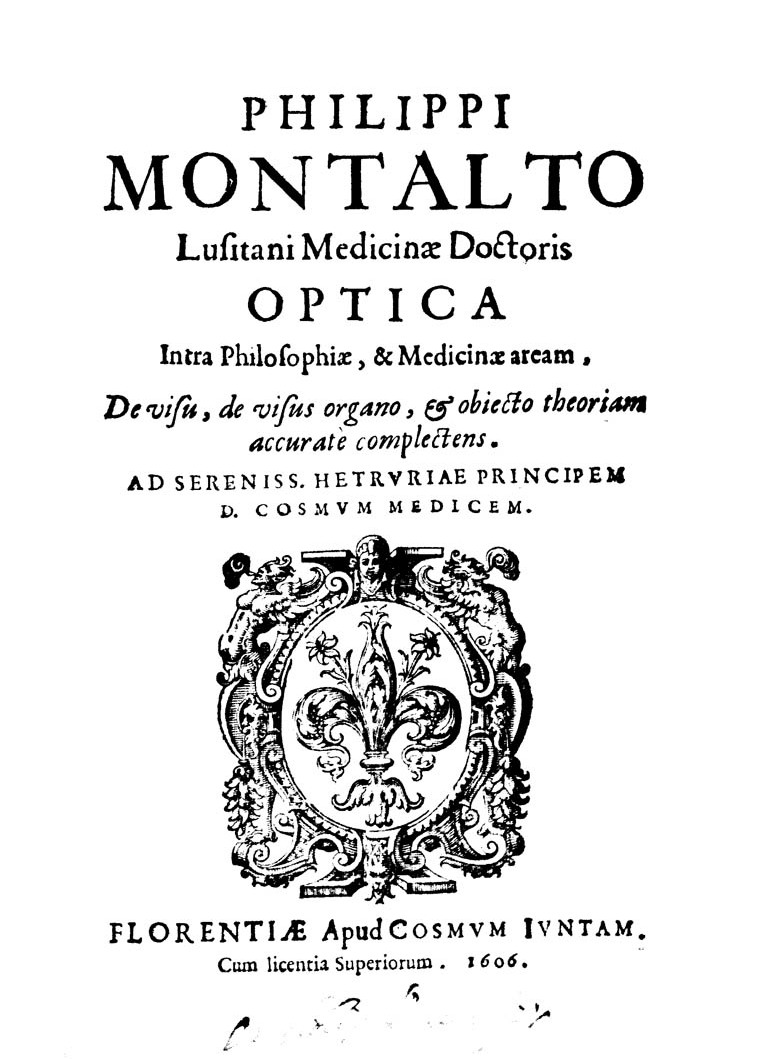
Optica intra philosophiae, 1606

Elías Montalto, scritto anche Elijah o Elia, conosciuto anche come Filoteo Eliano Montalto (Castelo Branco, 1567 – Tours, 1616), è stato un medico portoghese naturalizzato italiano. Era un marrano di origini ebraiche sefardite.

## Biografia
Nato a Castelo Branco, nell'omonimo distretto di Castelo Branco alla metà del Cinquecento, morì a Tours, in Francia, nel 1616. Secondo Kayserling , Montalto era un fratello del medico Amatus Lusitanus, ma questa supposizione non è sufficientemente confermata per renderla probabile.
Montalto fu allevato dai suoi genitori marrani nella religione ebraica, e per questo le rimase fedele durante tutta la sua vita. Laureatosi come medico, ha lasciato il suo paese natale, dove era sempre esposto ai rigori dell'Inquisizione e si recò in Italia.
Si stabilì dapprima a Livorno (c. 1598) e diversi anni più tardi a Venezia. Era stato allevato come cristiano in Portogallo e apertamente ritornò al giudaismo stabilendosi a Venezia. In quest'ultima città fece la conoscenza di Concino Concini, con la raccomandazione del quale è stato invitato dalla Regina di Francia Maria de Medici a servire come medico alla corte francese.
Montalto aveva rifiutato molti altri incarichi prestigiosi in Italia, tra cui quello del successore del rinomato Girolamo Mercuriale all'Università di Padova, perché temeva che se li avesse accettati non sarebbe stato in grado di svolgere i suoi obblighi religiosi. Nell'accettare l'invito di Maria de Medici, pertanto, pose la condizione di avere completa libertà religiosa ed essere esentato da qualsiasi servizio il sabato, anche se i rabbini di Venezia hanno deciso che in casi di emergenza potesse viaggiare anche in quel giorno.
Le sue Proposizioni appropriate ed incontrovertibili furono una polemica anti-cristiana. È stato uno degli insegnanti di Joseph Solomon Delmedigo a Padova.
Montalto, che divenne un favorito, fu nominato consigliere di corte; rimase alla corte francese fino alla sua morte, avvenuta improvvisamente mentre stava accompagnando Luigi XIII a Tours. Maria de Medici determinò che il corpo fosse imbalsamato e inviato, accompagnato da Saul Levi Morteira e da alcuni dei parenti di Montalto, ad Amsterdam per la sepoltura nel Beth Haim di Ouderkerk aan de Amstel, il più antico cimitero ebraico dei Paesi Bassi.

## Opere
Montalto è considerato autorevole, non solo in medicina, ma in diverse branche della scienza. Tra i suoi numerosi lavori sulla medicina i più importanti sono stati: 
- (LA) Optica intra philosophiae, et medicinae aream, de visu, de visus organo, et obiecto theoriam accurate complectens, Firenze, Cosimo Giunta, 1606.
- "Archipathologia in Qua Internarum Capitis Affectionum, Essentia, Causæ Signa, Præsagia, et Curatio Accuratissima Indagine Disseruntur" (Parigi, 1614; St. Gervais, 1618; Norimberga, 1686);
- "Consultationes Medicæ Itemque de Sensu et Sensato Super Aristotelem" (1614).

Montalto fu anche autore dei seguenti lavori polemici contro i cattolici, ancora esistenti nel manoscritto: 
- "Sobre el Capitulo 53 de Ezayas é Outros Textos da Sagrada Escritura," diviso in tre parti (Columbia University [New York] MS.);
- "Livro Fayto... em Que Mostra a Verdade de Diversos Textos, e Cazos, Que Alegão as Gentilidades para Confirmar Suas Seictas" (Wolf, "Bibl. Hebr." iii. 104);
- "Razonamiento del Señor H. M . . . . em Paris, por Mandado del Rey Enrique IV. Delante de los Mayores Teologos y Doctores de Su Corte."